# Джеймс Крейг Вотсон
Джеймс Крейг Вотсон (англ. James Craig Watson; 28 січня 1838 — 22 листопада 1880) — канадо-американський астроном.
| 79 Еврінома      | 14 вересня 1863   |
| 93 Мінерва       | 24 серпня 1867    |
| 94 Аврора        | 6 вересня 1867    |
| 100 Геката       | 11 липня 1868     |
| 101 Єлена        | 15 серпня 1868    |
| 103 Гера         | 7 вересня 1868    |
| 104 Клімена      | 13 вересня 1868   |
| 105 Артеміда     | 16 вересня 1868   |
| 106 Діона        | 10 жовтня 1868    |
| 115 Тіра         | 6 серпня 1871     |
| 119 Алтея        | 3 квітня 1872     |
| 121 Герміона     | 12 травня 1872    |
| 128 Немесіда     | 25 листопада 1872 |
| 132 Етра         | 13 червня 1873    |
| 133 Кирена       | 16 серпня 1873    |
| 139 Жуйхуа       | 10 жовтня 1874    |
| 150 Нюйва        | 18 жовтня 1875    |
| 161 Атхор        | 19 квітня 1876    |
| 168 Сібілла      | 28 вересня 1876   |
| 174 Федра        | 2 вересня 1877    |
| 175 Андромаха    | 1 жовтня 1877     |
| 179 Клітемнестра | 11 листопада 1877 |

Народився в одному з поселень Онтаріо. У 1850 році його сім'я переїжджає в Енн-Арбор, штат Мічиган. Тут він вступає до середньої школи, а у віці 15 років зараховується до Мічиганського університету. Після його закінчення в 1857 році стає асистентом у місцевій обсерваторії, яку згодом очолив (1863—1879). У 1860 році йому присуджується ступінь професора з фізики. Вотсон є автором «Теоретичною астрономії» (Theoretical Astronomy, 1868), що був стандартним підручником астрономії протягом декількох десятиліть.
За своє життя Вотсон відкрив 22 астероїда. Майже всі ці відкриття були зроблені в Енн-Арбор, за винятком 139 Жуйхуа (назва вибрана китайською владою). Цей астероїд він відкрив у Пекіні, куди прибув у 1874 році для дослідження проходження Венери по диску Сонця. Також відомо, що Вотсон вірив в існування гіпотетичної планети Вулкан, що нібито оберталася по орбіті між Сонцем і Меркурієм. Це повинно було пояснити спостережувані відхилення руху Меркурія від розрахованої орбіти (зараз успішно пояснено Загальною теорією відносності).
Вотсон помер у віці 42 років від перитоніту. Він накопичив значні кошти від діяльності, не пов'язаної з астрономією. На ці гроші він заповів заснувати медаль, яка кожні три роки присуджується астрономам від імені Національної Академії наук США. Ім'я Вотсона носить один з кратерів на Місяці і астероїд 729 Watsonia.